# Pamiętnik Warszawski (1815–1823)
Pamiętnik Warszawski – miesięcznik naukowo-literacki ukazujący się w Warszawie w latach 1815–1823. 
Pismo zajmowało się nauką, literaturą, historią, było redagowane przez Feliksa Bentkowskiego (1781-1852). Na łamach pisma w roku 1818 ogłosił rozprawę „O klasyczności i romantyczności” Kazimierz Brodziński (1791-1835). Po roku 1822 pismo było redagowane przez Kazimierza Brodzińskiego, Fryderyka Skarbka (1792-1866) i  J.K. Skrodzkiego.  Miesięcznik ten był blisko związany z Towarzystwem Przyjaciół Nauk.